# Freddie Fields
Freddie Fields (Ferndale, 12 de julho de 1923 — Beverly Hills, 11 de dezembro de 2007) foi um agente de talentos e produtor cinematográfico norte-americano.